# Jošitada Jamaguči
Jošitada Jamaguči (japonsko 山口 芳忠), japonski nogometaš in trener, * 28. september 1944.
Za japonsko reprezentanco je odigral 49 uradnih tekem.